# كردمحله (مقاطعة فومن)
كردمحله (بالفارسية: کردمحله) هي قرية تقع في غيلان في إيران. يقدر عدد سكانها بـ 2,182 نسمة .